# جهان وارکرفت کلاسیک
دنیای وارکرفت کلاسیک (به انگلیسی: World of Warcraft Classic) یک بازی ویدیویی نقش‌آفرینی برخط چندنفره گسترده محصول ۲۰۱۹ است که توسط بلیزارد انترتینمنت ساخته و منتشر شد. این نسخه که در کنار نسخه اصلی بازی اجرا می‌شود، بازی را در حالتی که قبل از انتشار اولین بسته الحاقی سری دنیای وارکرفت یعنی دنیای وارکرفت: جنگ‌های صلیبی سوزان، در آن قرار داشت، بازآفرینی می‌کند. دنیای وارکرفت کلاسیک در بلیزکان ۲۰۱۷ معرفی شد و در تاریخ ۲۶ اوت ۲۰۱۹ در سطح جهانی منتشر شد.

## بازتاب‌ها
| گردآورنده | امتیاز |
| --------- | ------ |
| متاکریتیک | ۸۱/۱۰۰ |

پی‌سی گیمر به این بازی ۸۰ از ۱۰۰ داد و نوشت: «WoW Classic چیزی فراتر از یک نسخه جدید از یک بازی نمادین است، احساس می‌شود که بازی پنجره ای است به روزی که تعامل با افراد آنلاین هنوز احساس جدیدی و هیجان انگیزی را ایجاد می‌کند.» سایت پولیگان دشواری Classic و طراحی کلی آن برای پرورش «ارتباطات اجتماعی» را در مقایسه با نمونه امروی بازی‌ها، ستود.
از زمان انتشار، بلیزارد با انتقادات بازیکنان بخاطر استفاده از فناوری لایه بندی برای سرورهای کلاسیک مواجه شد. علاوه بر تقسیم جوامع در هر قلمرو منحصر به فرد، مشخص شد که بازیکنان از «لایه‌ها» برای بهره‌برداری از اقتصاد درون بازی استفاده می‌کنند. با این حال، از تاریخ ۱۰ اکتبر ۲۰۱۹، اکثر حوزه‌ها به یک لایه تقسیم می‌شوند و فقط بالاترین سرورها هنوز از لایه‌های اضافی استفاده می‌کنند.
این بازی جایزه «بازی PC سال» را در جایزه اهرمک طلایی سال ۲۰۱۹ دریافت کرد. و در جوایز NAVGTR نامزد "Game, Classic Revival" شد.